# Fratelli Cervi

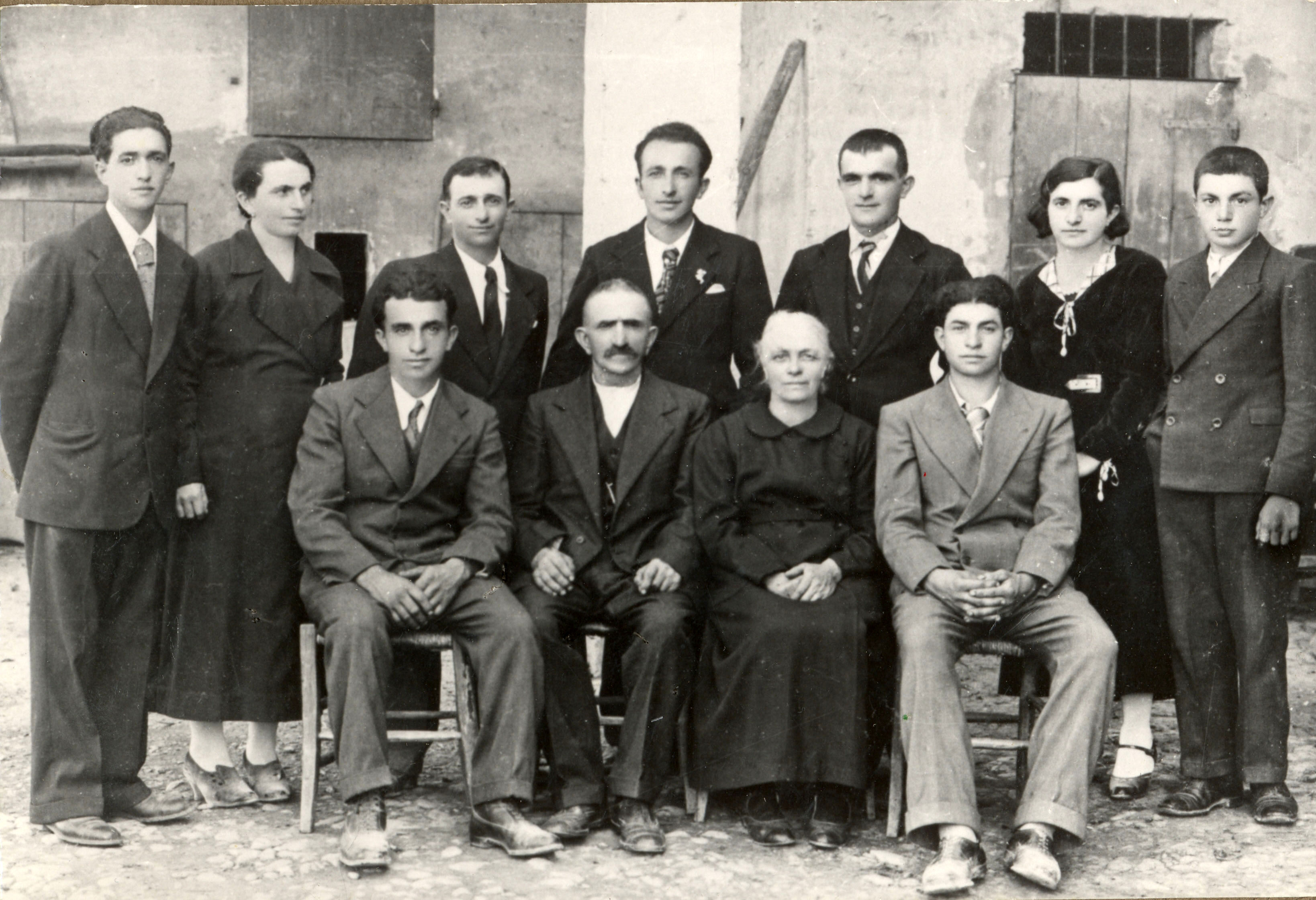
La famiglia Cervi

I sette fratelli Cervi erano contadini e antifascisti, fucilati dai repubblichini a Reggio Emilia il 28 dicembre 1943 per la loro attività partigiana e perciò decorati di Medaglia d'argento al Valor Militare "alla memoria": originari di Campegine, si chiamavano Gelindo (nato il 7 agosto 1901), Antenore (30 marzo 1904), Aldo (9 febbraio 1909), Ferdinando (19 aprile 1911), Agostino (11 gennaio 1916), Ovidio (13 marzo 1918) ed Ettore (2 giugno 1921).
Figli di Alcide (1875-1970) e di Genoeffa Cocconi (1876-1944), erano cresciuti in una famiglia cattolica (il padre fu iscritto ai giovani dell'Azione Cattolica e al Partito Popolare Italiano, i cui valori democratici si tradussero in immediata opposizione al fascismo.
La loro vicenda è una delle più emblematiche della Resistenza ed è nota a livello internazionale grazie anche all’autobiografia paterna, tradotta in molte lingue.

## Le origini familiari e il contesto sociale
Agostino, padre di Alcide, fu uno dei capi della rivolta contro la tassa sul macinato del 1869, per la quale venne arrestato finendo in carcere per sei mesi. Sposò nel contempo Virginia Cocconi e dal matrimonio nasceranno tre figli: Pietro, Emilio e Alcide. Un quarto figlio, Ettore, sarà adottato. Alcide sposò nel 1899 Genoeffa Cocconi e dall'unione verranno al mondo nove figli nell'arco di venti anni, sette maschi e due femmine. In ordine di nascita Gelindo, Antenore, Diomira, Aldo, Ferdinando, Rina, Agostino, Ovidio ed Ettore; tutti loro avranno i natali a Campegine.
Nel 1920 Alcide lascia la casa paterna per stabilirsi con la sua famiglia in un appezzamento di terreno a Olmo di Gattatico. Dopo cinque anni si trasferiscono nuovamente, questa volta in un appezzamento di terreno in zona Quartieri nella tenuta denominata "Valle Re" appartenente alla contessa Levi Sottocasa, che amministrativamente fa parte del comune di Campegine. La famiglia si sposta ancora nel 1934 prendendo in affitto un podere in zona Campi Rossi, nel comune di Gattatico, facendo con quest'ultimo trasferimento il salto di qualità perché passa dalla conduzione in mezzadria a quella appunto in affitto.
Il nucleo familiare è caratterizzato dalla forte personalità della madre Genoeffa e dalla volontà di progredire di alcuni figli. La tendenza è comunque quella di prendere di comune accordo le decisioni più importanti. Tale coesione e contemporaneamente la spinta all'innovazione, mediata da elementi che sono i custodi dell'unità familiare, saranno basilari sia per lo sviluppo in senso tecnico che avrà l'azienda agricola sia per la monolitica scelta di adesione alla Resistenza.
L'evoluzione della famiglia Cervi è perfettamente congruente con un modello di sviluppo delle famiglie contadine di queste località che, nel periodo fra l'Ottocento e il Novecento (con l'accelerazione dei tempi avvenuta dopo la prima guerra mondiale), vede trasformarsi la struttura gerarchizzata e autoritaria (tipica della famiglia contadina degli anni precedenti) verso forme di organizzazioni di massa per la difesa del lavoro legate all'ideologia socialista e che si concretizzano in cooperative, case del popolo, mutue, leghe di resistenza, camere del lavoro, cioè in quegli strumenti organizzativi che saranno basilari nelle lotte per il rinnovo dei patti agrari.
Tutta questa autocoscienza di classe ormai distaccata dal concetto di famiglia patriarcale singola è strettamente correlata a una modernizzazione dei mezzi e dei metodi di produzione nell'agricoltura e alla forte adesione in tali zone agricole alla Resistenza, che si manifesta in forme generalizzate e non come caso isolato della famiglia Cervi.
Per quanto riguarda i Cervi, comunque, il nuovo consiste (visto che il contratto d'affitto permette di lavorare l'appezzamento e la cascina secondo le regole dell'affittuario e non del padrone) nel portare avanti idee d'avanguardia nella conduzione dei campi e delle stalle. Non si accontentano più di sopravvivere come i loro vecchi: per uscire dalla povertà e dallo sfruttamento comprendono che bisogna usare il cervello oltre ai muscoli. Pertanto, pur avendo a disposizione un podere non florido, si impegnano a trasformarlo radicalmente anche e soprattutto tramite i nuovi studi sull'agricoltura reperiti su libri e opuscoli. Nonostante la scarsa alfabetizzazione della campagna, i Cervi sono in grado di leggere, e non solo per lavoro, ma anche per il proprio piacere, per cui incrementano senza sosta la loro biblioteca casalinga, di cui fanno parte fra l'altro libri sull'apicoltura, la metodica per ottimizzare la crescita del frumento e dell'uva.
Da una parte i giovani della famiglia, ovvero i fratelli, seguono corsi di formazione professionale inerenti al lavoro della campagna, dall'altra il padre ottiene riconoscimenti scritti per l'ottima conduzione della terra gestita dalla famiglia. Il simbolo della modernità dell'azienda familiare si può sintetizzare nel trattore Balilla, acquistato nel 1939, che Luciano Casali ha inserito come titolo di un corposo articolo dedicato alla famiglia Cervi.

## Una famiglia antifascista
Nato nel 1875 da Agostino e Virginia Cervi, Alcide Cervi si unisce sin da giovanissimo al movimento che diventerà poi il Partito Popolare, ed è tuttavia fortemente influenzato dalla teoria del socialismo umanitario di Camillo Prampolini.
Nel 1934, stabilitosi con la famiglia nel podere di Campi Rossi nel comune di Gattatico, inizia l'attività di affittuario di un fondo in pessime condizioni che ben presto, grazie all'aiuto dei figli, renderà pienamente produttivo. In questa realtà Alcide si occupa della vendita dei prodotti della fattoria. All'inizio della seconda guerra mondiale casa Cervi diventa un vero e proprio luogo del dissenso militante contro il fascismo e la guerra. Insieme ai figli maschi, Alcide costituisce la cosiddetta "Banda Cervi", dedita alla lotta partigiana.

## La partecipazione alla Resistenza

### L'incontro con "Facio"
I sette fratelli Cervi incontrarono "Facio" (ovvero Dante Castellucci detto "calabrese") proprio prima dei fatti che portarono alla caduta del fascismo nel 1943. Quest'ultimo assumerà il comando della brigata partigiana "Guido Picelli", con un gruppetto partigiano formato da solo otto uomini, costrinse alla fuga un centinaio di nazifascisti dopo che la ristretta pattuglia partigiana, già circondata dai nemici, ne aveva ucciso e ferito un rilevante numero. Verso la fine della guerra fu fucilato dai suoi stessi compagni con la controversa accusa di furto.

### La "banda" Cervi
Poco tempo dopo il cascinale della famiglia Cervi sarà porto sicuro per antifascisti e partigiani feriti nonché per i prigionieri di guerra stranieri sfuggiti ai nazifascisti. Fra questi, Anatolij Makarovič Tarasov conosciuto come "Anatolio/Anatolij Smirnow" e detto "Giulio", (nato nel 1921), cui è dedicata una via a Reggio Emilia, soldato sovietico fatto prigioniero e successivamente instradato in un campo di prigionia italiano. Da qui riuscì a fuggire assieme al tenente Viktor Pirogov detto "Danilo", trovando rifugio nella cascina dei Cervi. I due ex soldati dell'Armata Rossa scriveranno un libro sulla loro vicenda e sulla famiglia Cervi, dal titolo Sui monti d'Italia. Tarassov fu catturato insieme ai Cervi la notte del 25 novembre 1943 e incarcerato a Verona, da dove fuggì assieme ad altri sovietici per poi agire contro i nazifascisti in ordine sparso nella zona di Reggio Emilia e Modena, costituendo una brigata partigiana di cui divenne il commissario politico. Il tenente Pirogov, col nome di battaglia "Modena", divenne invece il comandante delle operazioni militari della brigata sovietica.
Molti altri ex prigionieri sovietici trovarono rifugio presso la famiglia Cervi, come Misha Almakaièv, Nikolaj Armeiev detto "il colcosiano" e Alexander Aschenco. Costoro combatterono tutti al fianco dei fratelli Cervi. Armeniev riuscirà a sfuggire alla cattura e si unirà alla banda "Modena", mentre Aschenco, catturato coi Cervi, tradirà, diventando delatore dei nazifascisti: il suo tradimento costerà parecchio alla Resistenza della zona, dal momento che conosceva a fondo la rete strutturata dalla famiglia Cervi; individuato, Aschenco verrà giustiziato dai GAP il 15 novembre del 1944 in piazzale Fiume a Reggio Emilia. Fra gli altri componenti che agirono in strettissimo contatto con i Cervi vi furono John David Bastiranse detto "Basti" (nato nel 1923, paracadutista sudafricano e catturato con i Cervi, se ne perderanno le tracce), John Peter De Freitas detto "Jeppy" (nato nel 1921, paracadutista sudafricano anch'egli, evaso dal campo di concentramento di Grumello del Piano a Bergamo, scomparirà per alcuni anni dopo la sua cattura con i Cervi; riapparirà nel dopoguerra, informando la famiglia Cervi che in qualche maniera era riuscito a tornare al suo paese sano e salvo), Samuel Boone Conley detto "Mac Sid" (nato nel 1914, paracadutista irlandese, catturato con i Cervi e di cui non si saprà più nulla).
Fra gli arrestati durante la cattura dei Cervi, nel rapporto giudiziario conseguente compare anche Luigi Landi, nato a Cadelbosco di Sopra vicino a Reggio Emilia, che aveva già subito condanne per motivi politici e che sopravviverà alle torture inflittegli dai nazifascisti in Villa Cucchi, e infine don Pasquino Borghi, medaglia d'oro della Resistenza, che fu tra i primi, se non il primo, a collaborare alla strutturazione della "Banda Cervi", ospitando la banda presso la canonica della sua parrocchia di Tapignola, sull'Alto Appennino reggiano. Con i Cervi verrà fucilato un altro membro della banda, ovvero Quarto Camurri detto "il milite", nato a Guastalla. Rimase a combattere coraggiosamente fino alla fine accanto ai Cervi, condividendone la tragica sorte.

### Amici e sostenitori della "Banda Cervi"
Amici dei Cervi sono i membri della famiglia Sarzi, originari dei dintorni di Mantova: Lucia, nata nel 1920, Otello, del 1922, e Gigliola, del 1931. Collaboreranno strettamente con i Cervi durante la Resistenza. La loro storia è quella di una famiglia di gente di teatro con compagnia propria, le cui posizioni avverse al fascismo porteranno, dopo vari interventi della censura, allo scioglimento della compagnia stessa da parte del regime. Sono pertanto teatranti ambulanti e Otello, fervente antifascista, non nasconde le proprie idee che dichiara apertamente nelle varie località che sono visitate dalla compagnia. Sul finire degli anni trenta deve riparare in Svizzera dove incomincia un'attività di cospirazione clandestina con i fuoriusciti repubblicani. Otello e Lucia vengono arrestati nel 1940 per un incauto scambio epistolare e, anche se rilasciati, sono ormai schedati come sovversivi.
Otello, irriducibile e tenace antifascista, si rifiuta di fare il saluto romano e si dichiara di ideologia bolscevica, subendo così un nuovo arresto a Parma. Confinato a Sant'Agata di Esaro, inizia la sua fase di antifascismo militante tramite contatti con giovani antifascisti locali e incontra Dante Castellucci, ancora militare e ivi in licenza. Questo incontro diverrà focale per le iniziative antifasciste di Otello, il quale prende contatti con i gruppi di Resistenza che si vanno strutturando nella Val d'Enza. È il 1941 e Lucia incontra Aldo Cervi, il più determinato e "ferrato" del gruppo Cervi, per dar inizio alla lotta antifascista dei sette fratelli. Dal 1942 Aldo e Lucia operano all'interno della rete clandestina antifascista che fa capo al Partito Comunista Italiano. Al ritorno dalla Russia Dante Castellucci, il futuro comandante "Facio", e i cospiratori antifascisti si riuniscono alla vigilia della caduta del fascismo nel 1943. Il 10 ottobre la Banda Cervi, con Otello, Facio e i rifugiati sfuggiti dai campi di concentramento nazifascisti, è già in montagna a combattere.

### L'epilogo
Per diverse settimane il gruppo dei Fratelli Cervi riesce a mantenere un'intensa attività militare contro i fascisti, ma successivamente, nella notte tra il 24 e il 25 novembre 1943, durante un rastrellamento, nell'abitazione dei Cervi viene sorpreso dalle pattuglie fasciste un disertore della MVSN, insieme ad alcuni partigiani russi, a Dante Castellucci e a Quarto Camurri. Catturati dopo un breve scontro a fuoco, vengono trasportati nel carcere politico dei Servi a Reggio Emilia e lì custoditi. I russi e Dante Castellucci, che si era fatto passare per cittadino francese col nome di "Jean Marie Canomme", sono invece trasferiti nel carcere di Parma. Il 14 dicembre 1943, a Cavriago, fu ucciso il colonnello Giovanni Fagiani della MVSN e ferita la figlia Vera che rimase cieca. Appoggiato dagli altri dirigenti del PFR di Reggio Emilia, il Capo della Provincia Enzo Savorgnan riuscì a impedire ogni rappresaglia e operò per far rilasciare tutti i rastrellati di quei giorni, attirandosi le critiche dei fascisti più estremisti. A seguito di questo omicidio fu divulgata per la città la minaccia di ricorrere alla rappresaglia in caso di uccisioni di altri fascisti.
Il 27 dicembre avvenne l'uccisione da parte dei partigiani del segretario comunale di Bagnolo in Piano Davide Onfiani e il 28 dicembre i sette fratelli Cervi e Camurri furono fucilati per rappresaglia.  Secondo un testo dell'ANPI di Reggio Emilia del 1982, la decisione venne presa da Savorgnan; Giorgio Pisanò, in Storia della guerra civile in Italia, scrive invece che l'ordine fu emanato - all'insaputa di Savorgnan - dagli intransigenti del PNF locale. In un documento della direzione fascista di Reggio Emilia recuperato nel dopoguerra, compare la lista dei sette nomi che qualche dirigente (qualcuno azzarda Mussolini stesso) aveva evidenziato con una parentesi riportando accanto la scritta "sette fratelli?" sottolineata di rosso, quasi a esprimere perplessità per la decisione.
L'8 gennaio del 1944 un bombardamento alleato apre ad Alcide una via per fuggire dal carcere di San Tommaso dove era stato trasferito: tornato a casa, non viene subito informato della morte dei figli ma, anche quando apprenderà la tragica notizia, riuscirà a riprendersi dal durissimo colpo. Il 14 novembre 1944 Genoeffa Cocconi muore per le conseguenze di un infarto avuto un mese prima, il 10 ottobre 1944, quando i fascisti tornarono nuovamente a dar fuoco alla casa dei Cervi, nella quale erano rimasti due vecchi, quattro donne e undici bambini. "Genoeffa quando vide le fiamme, risentì quella notte, quegli spari, quei figli con le mani alzate nel cortile, e gli addii, e il furgone che parte. Così cadde di colpo e il cuore non resse, le era venuto l'infarto. Rimase a letto un mese [..] morì il 14 novembre, senza avere conoscenza" (Alcide Cervi, i miei sette figli, pag. 88). Solo nell'ottobre del 1945 Alcide Cervi potrà far sì che venga celebrato un funerale solenne per i suoi figli. Nel pomeriggio del 28 ottobre, dopo la manifestazione di affetto dei cittadini emiliani, i feretri dei fratelli sono portati al cimitero di Campegine. In questa occasione papà Cervi pronuncerà la celebre frase: "Dopo un raccolto ne viene un altro".
Per il suo impegno partigiano e per quello dei suoi figli, gli fu consegnata una medaglia d'oro creata dallo scultore Marino Mazzacurati. La medaglia reca da un lato l'effigie di Alcide Cervi e dall'altro un tronco di quercia tra i cui rami spezzati compaiono le sette stelle dell'orsa. Durante la consegna, Alcide pronunciò un discorso di cui sono ancora ricordate queste parole: "Mi hanno sempre detto... tu sei una quercia che ha cresciuto sette rami, e quelli sono stati falciati, e la quercia non è morta... la figura è bella e qualche volta piango... ma guardate il seme, perché la quercia morirà, e non sarà buona nemmeno per il fuoco. Se volete capire la mia famiglia, guardate il seme. Il nostro seme è l'ideale nella testa dell'uomo". Il 27 marzo 1970, all'età di 95 anni, Alcide Cervi si spegne: oltre 200 000 persone si riuniranno a Reggio Emilia per salutarlo per l'ultima volta.

### Il ricordo

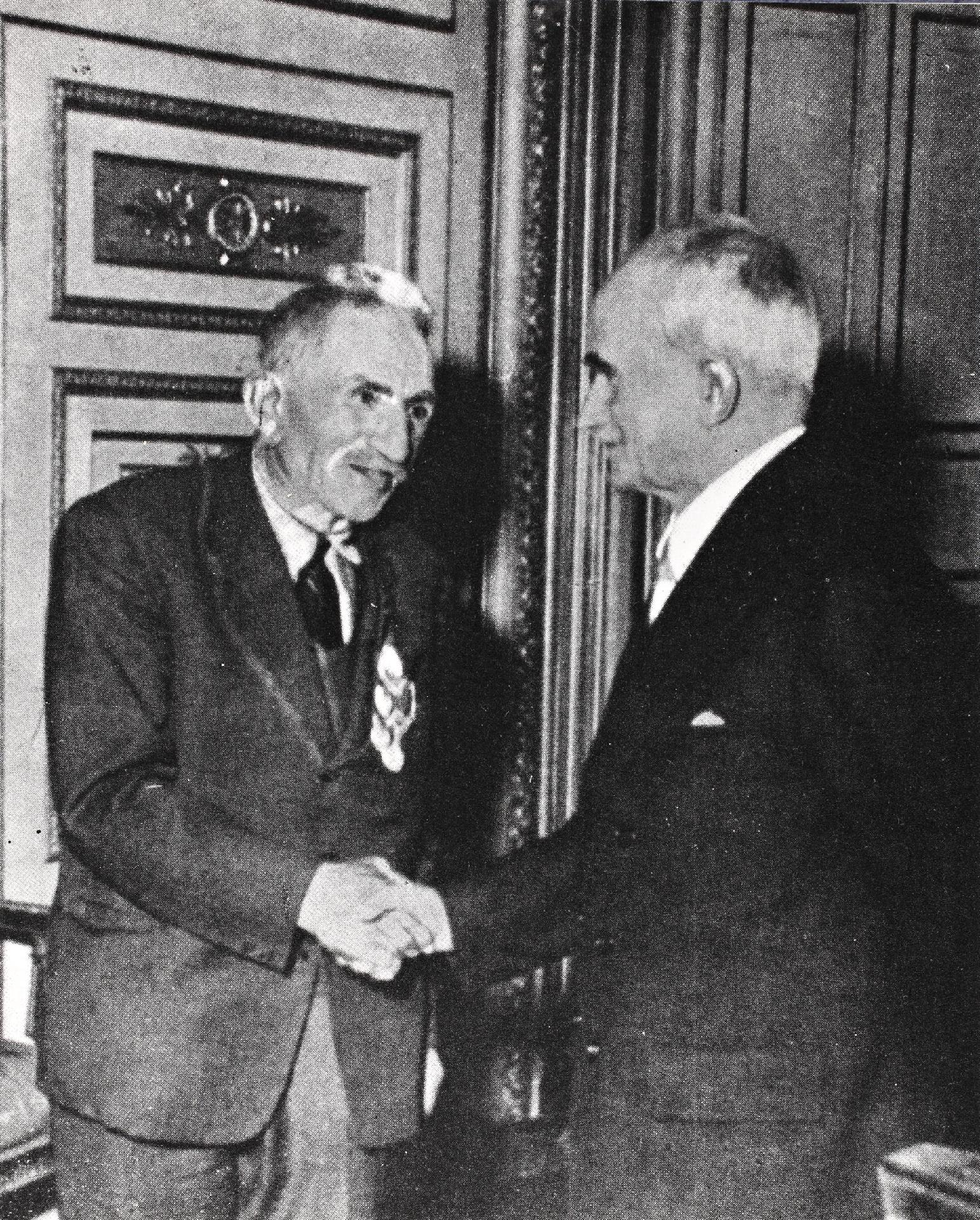
Alcide Cervi incontra il presidente della Repubblica, Luigi Einaudi, 1954

Tutti e sette i fratelli sono stati decorati con Medaglia d'argento al valor militare. Ai fratelli Cervi sono state dedicate molte vie in varie città italiane, a Rovigo un grande piazzale, a Verona una via nel quartiere di Borgo Milano, a Matera una via, ad Abbadia San Salvatore (SI) una grande piazza, a Nonantola (MO) e a Collegno (TO) una scuola elementare, a Stradella (PV) una scuola dell'infanzia, a Ceriale (SV) e a Dorgali (Sardegna) una scuola, un corso a Grugliasco (TO), una via a Trescore Balneario (BG) una via e una scuola elementare a Macerata, una scuola media a Zingonia (BG) e una via a Toscanella (BO) sono intitolate ai fratelli Cervi sia una via, sia la scuola primaria e dell'infanzia che vi è situata, a Filecchio (LU) sono intitolate la scuola dell'infanzia e la scuola primaria. A Priverno una scuola media è dedicata ai fratelli Cervi. A Barletta sono dedicati gli ampi giardini del castello. Nel piccolo comune lombardo di Bonemerse il 25 aprile del 1973 fu loro intitolata la scuola primaria, appena costruita. Nel comune di Quistello (MN) è presente una via a loro dedicata. Sempre in Lombardia, a Binago (CO) è loro dedicata la scuola media. A Raccuja, in Sicilia, è intitolata una strada del centro cittadino. A Prato è intitolato un viale. A Valenza Po, in provincia di Alessandria, è intitolata la scuola elementare e una via. A Terni è dedicata una via semicentrale nei pressi di piazza della Pace. A Roma è dedicata una via nel quartiere Mostacciano e un istituto comprensivo nel quartiere Gianicolense. A Urbino è dedicata la piscina comunale. A Città della Pieve è dedicata una via. A Napoli una via è intitolata ai "Fratelli Cervi" e un'altra al loro padre "Alcide Cervi". A Castelplanio (AN) una via è dedicata ai "F.lli Cervi",a Montesilvano in provincia di Pescara è stata dedicata una via in località Villa Carmine. Alla vicenda dei Cervi Piero Calamandrei ha dedicato una famosa Epigrafe. Ai fratelli Cervi, alla loro Italia è anche il titolo di una poesia di Salvatore Quasimodo. Il figlio di uno dei fratelli Cervi, Adelmo (figlio di Aldo), porta avanti la memoria della sua famiglia con l'impegno politico e culturale a favore della Costituzione italiana.

## Tributi

### Libri
Renato Giorgi scrisse il libro  Sette stelle d'argento., nel 1954, breve romanzo facente parte della Collana per Ragazzi, redatta dall'ANPI.

### Canzoni
Diverse sono le canzoni dedicate ai fratelli Cervi: 
- Compagni Fratelli Cervi (anonimo)
- Sette fratelli dei Mercanti di liquore e Marco Paolini
- La pianura dei sette fratelli dei Gang, contenuta nell'album Una volta per sempre. La canzone è stata incisa anche dai Modena City Ramblers in Appunti partigiani[26][27]
- Campi Rossi della Casa del Vento
- Papà Cervi raggiunge i sette figli di Eugenio Bargagli

Vengono inoltre citati in Per i morti di Reggio Emilia di Fausto Amodei, dedicata all'eccidio del 7 luglio 1960, incisa anche da Maria Carta, Milva e i Modena City Ramblers.

### Film
- I sette contadini (Petri, 1958)[28]
- I sette fratelli Cervi (Puccini, 1968)
- I miei sette padri (Davì, 2023)
- Genoveffa Cocconi. I miei figli, i sette fratelli Cervi (Mazzieri, 2024)

### Rappresentazioni Teatrali
- Le Stelle Dell'Orsa (Corrado Plastino, 2019)[29]
- Eredità: l'Italia è salva? (Lodovico Maria Travaglia, 2018)

### Onorificenze
La decorazione è stata conferita a ognuno dei sette fratelli.